# Moshe Schulstein
Moshe Schulstein (ou Moses Schulstein ou Moshe Shulstein ; 1911-1981) est un poète yiddish, survivant de la Shoah. Après la guerre, il s'installe à Paris où il continue à publier en Yiddish. Un de ses poèmes a été choisi pour figurer sur le mur du United States Holocaust Memorial Museum à Washington D.C.

## Œuvres
- Broyt un blay: lider (referenced at the end of Dos fayfl in di berg)
- Dos fayfl in di berg: karpatn-lider, Farlag Literarisheh Bleter, 1936
- A boym tsvishn hurves : lider un poemes, (Un Arbre au milieu des ruines), Oyfsnay, 1947; Recueil de poèmes consacré à l'holocauste.
- Tsvishn ruinen un rushtovanyes, Yidishe Folks-Bibliotek, 1949
- A regnboygn iber grenetsn, Yidishe Folks-Bibliotek, 1950
- Der nign fun doyres, Yidishe Folks-Bibliotek, 1950 (pièce de théâtre)
- Gelibene lider, Farlag "Yidish Bukh,", 1954
- A leyter tsu der zun, Farlag "Oyfsnay,", 1954; incluant Yehudah ha-Makkabi.
- Blumen fun badoyer, (Fleurs de regret), Farlag Di Goldene Pave, 1959; Poèmes concernant la liquidation des écrivains yiddish en URSS, la vie d'émigrés de Russie à Paris et en Israël
- Gold un fayer, aroysgegebn fun a komitet, 1962
- Baym pinkes fun Lublin , 1966
- Iber di dekher fun Pariz, (Sur les toits de Paris), Yiśroel-bukh, 1968; 9 nouvelles sur la vie des Juifs parisiens après la libération. Certains sont revenus des camps, des prisons allemandes. D'autres, de la résistance. Blessés dans leur corps et dans leur âme, ils construisent une nouvelle existence. Réussites et échecs. Poids du passé.
- Baym pinkes fun Lublin : dramatisher hizoyen in a kupe ash, Paris, M. Shulshteyn, 1966.
- Geshtaltn far mayne oygn, Imprimerie Abexpress, 1971
- Der morgnshtern in mayn fentster, Shulshteyn, 1974
- A ring in a ring, (Un anneau dans un anneau), 1975; Recueil d'essais, de notes, de reportages
- Sod un Kavone, (Secret et intention), 1991;  39 poèmes sur la vie juive en Pologne avant 1939, la Shoah et la visite de la Venise historique comparée à la ville contemporaine.